# Иконоборчески събор (754)
Приемане на иконоборството противопоставящо се на ширещото се и добиващото прилики с идолопоклонничество преклонение пред икони и реликви, а също така на прекаленото им комерсиализиране.
На духовния събор през 754 г. сл. Хр. Официално иконоборството е признато от духовния клир с поддръжката на император Константин V Копроним. На този събор иконопочитането е обявено за ерес, препоръчано е да се унищожават иконите и са започнати гонения на всички, които оспорват решението на събора. Константин V бързо заграбва манастирските земи, а монасите прогонва от държавата. Едва петдесет години по-късно, през 787 г. на Седмия вселенски събор в Никея решенията на предишния събор се отменят и се приема иконопочитанието. Голяма роля за това играе императрица Ирина, вдовица на Константин V Копроним, а следващите императори – Константин VI и Михаил I са иконопочитатели.